# Брешиа (станция)
Железнодорожная станция Брешиа (итал. Stazione di Brescia) — главная железнодорожная станция итальянского города Брешиа на железной дороге Милан — Венеция.

## Описание
Несмотря на относительно небольшие размеры, через станцию проезжает около 9 млн пассажиров в год. Управляется оператором CentoStazioni. Станция была построена по проекту инженера Бенедетто Фоа (итал. Benedetto Foix) и открыта 24 апреля 1854 года, одновременно с открытием участка Коккальо — Верона железной дороги Милан — Венеция. Здание вокзала выполнено в стиле классицизма с чертами неороманского стиля и элементами средневековых укреплений.
На станции 10 пассажирских платформ, три из которых зарезервированы для железной дороги Брешиа — Изео — Эдоло, управляемой оператором Ferrovie Nord Milano. Из остальных семи, первая платформа обычно используется для поездов из Милана в Верону и Венецию, а вторая — для поездов из региона Венето в столицу Ломбардии. Платформы с третьей по седьмую используются для региональных поездов, следующих по линиям Лекко — Бергамо — Брешиа, Брешиа — Кремона и Парма — Брешиа. На станции есть ещё несколько платформ, используемых для товарных поездов и стоянки локомотивов.

#### Пересадка
При станции/вокзале Брешии построена, на первой линии Метрополитен Брешии, Стационе Ф. С. (станция метро). открыта в 2013 году.